# Neuroterus quercusbaccarum
Neuroterus quercusbaccarum är en stekelart som först beskrevs av Carl von Linné 1758.  Neuroterus quercusbaccarum ingår i släktet Neuroterus och familjen gallsteklar. Arten är reproducerande i Sverige. Inga underarter finns listade i Catalogue of Life.

## Bildgalleri

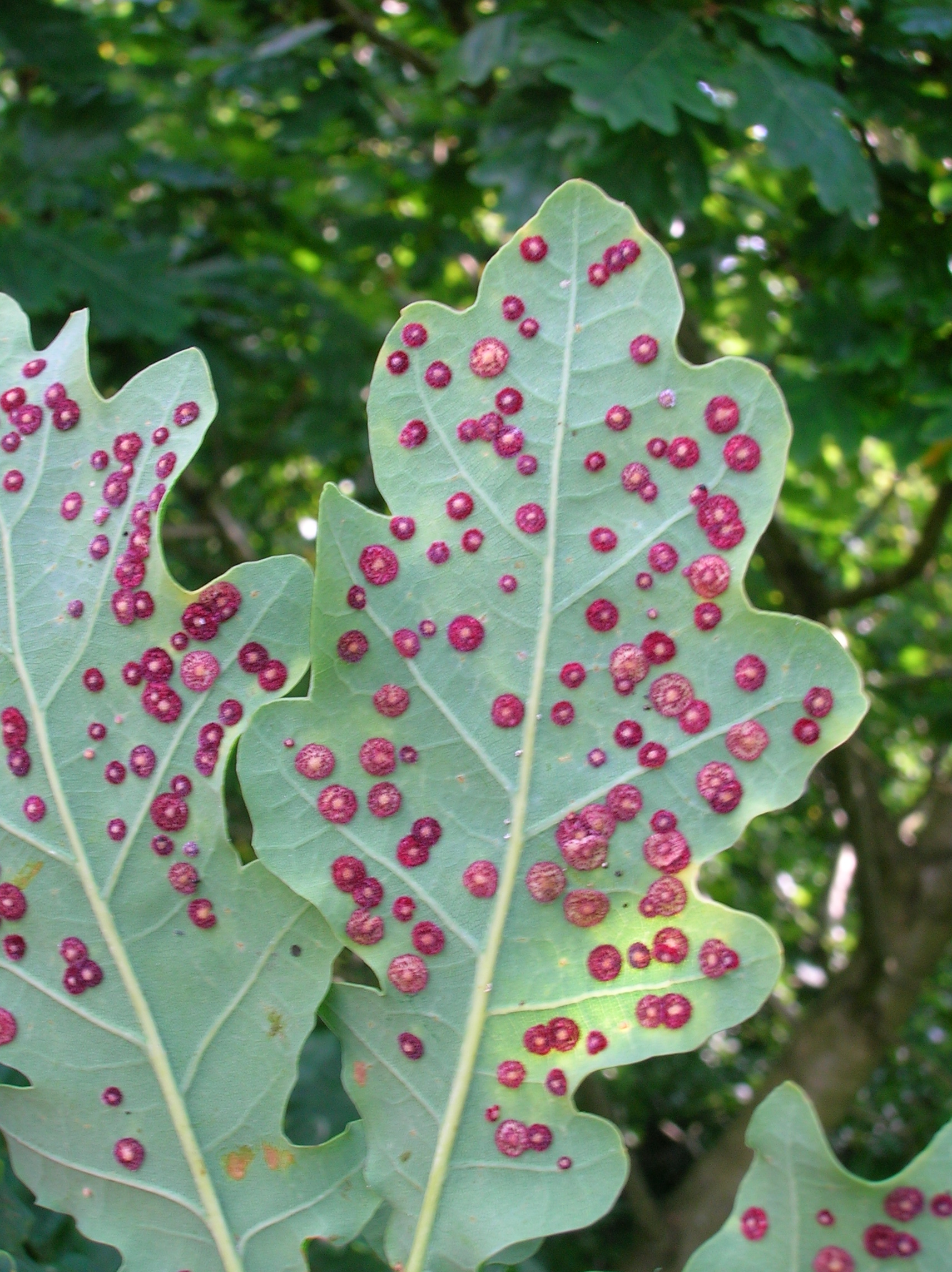
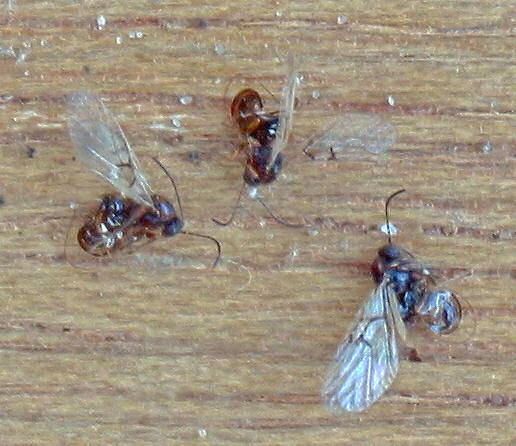
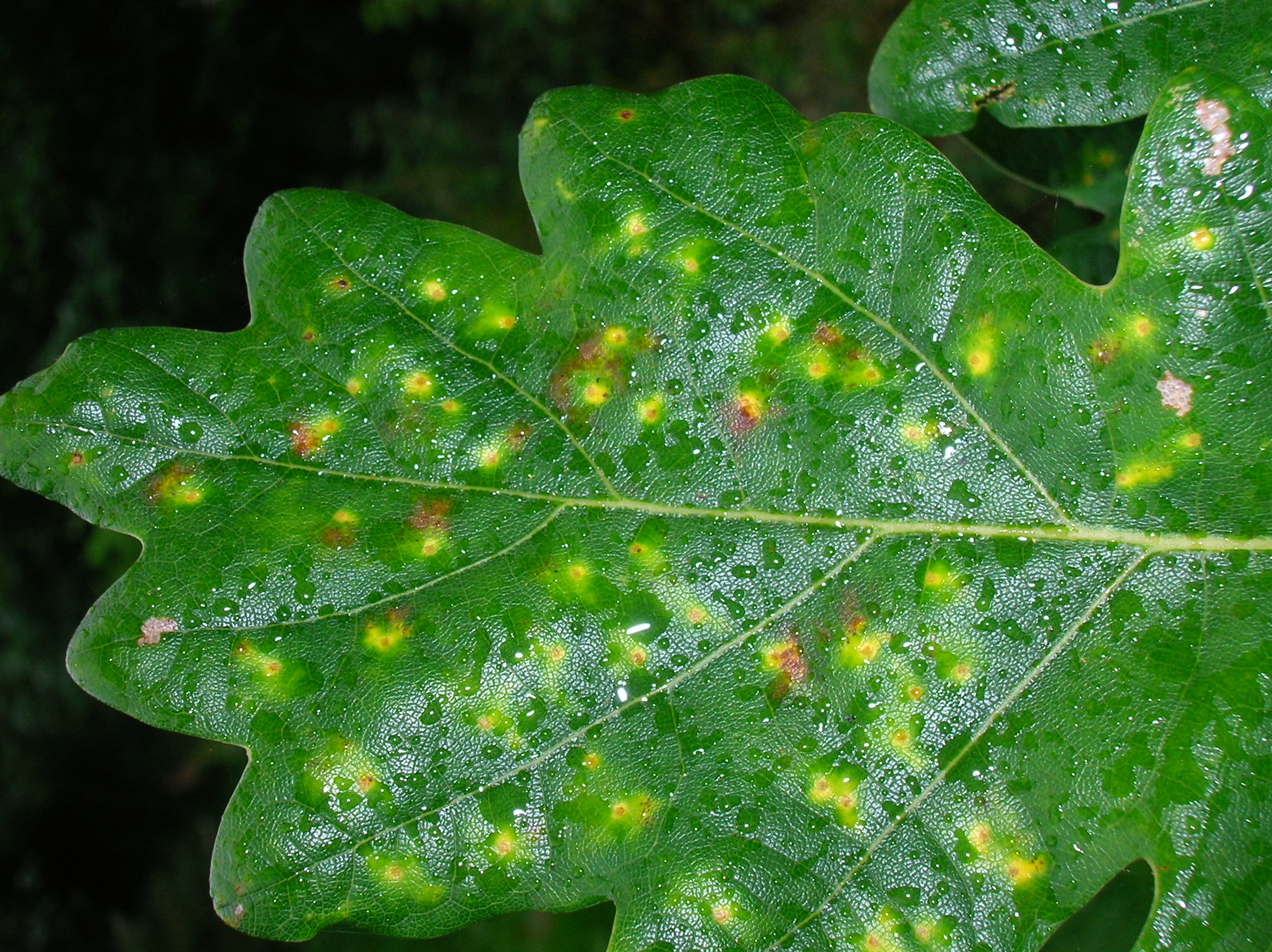